# Nacaduba aratus
Nacaduba aratus är en fjärilsart som beskrevs av Moore 1857. Nacaduba aratus ingår i släktet Nacaduba och familjen juvelvingar. Inga underarter finns listade i Catalogue of Life.